# Joël Fajerman
Joël Fajerman (* 1948 in Paris)  ist ein französischer Musiker und Komponist. Seine Musik wurde in Deutschland durch die Sendereihe Die Pflanzen leben bekannt, die 1981 erstmals ausgestrahlt wurde.

## Leben
Er erlernte schon mit 5 Jahren das Klavierspielen und mit 13 Jahren das Spielen der Gitarre. Nach Abschluss der Schule im Alter von 17 Jahren schloss er sich Rockgruppen in unterschiedlichen Zusammensetzungen an, mit denen er in den 1960er- und 1970er-Jahren auf Tour ging. Im Jahre 1978 schaffte er sich den Sequential Circuits Prophet 5 an und komponierte seine ersten Stücke in Japan. Im gleichen Jahr entstand sein erstes Album Racines synthétiques zusammen mit Jan Yrssen.

## Diskografie
- Racines synthétiques (1978) (mit Jan Yrssen)
- Prisme (1979)
- Painted Desert (1980) (mit Jan Yrssen)
- Azimuts (1981)
- L’Aventure des plantes (1981)
- Turbulences (1983)
- Electric Ice (1985) (mit Pierre Porte)
- Regards (1989)
- Les Inventions de la vie (1991)

Das Album L’Aventure des plantes ist eine Zusammenstellung aus den Alben Racines synthétiques, Prisme, Painted Desert und Azimuts. Lediglich die Titelmelodie wurde neu komponiert.